# 小行星9084
小行星9084（英語：9084 Achristou）是一颗围绕太阳公转的小行星。1995年2月3日，D. J. Asher在赛丁泉山发现了此天体。
这颗小行星的绝对星等为72.1030120654946等。